# Eustroma obsoleta
Eustroma obsoleta là một loài bướm đêm trong họ Geometridae.